# Ganglios lumbares
Los ganglios lumbares es un grupo par de ganglios simpáticos paravertebrales situados en la porción inferior del tronco simpático. Esta porción lumbar del tronco simpático suele tener 4 ganglios paravertebrales. Los nervios esplácnicos lumbares surgen de estos ganglios y aportan fibras eferentes simpáticas a los plexos cercanos. Los dos primeros ganglios lumbares tienen ramos blancos y grises comunicados.

## Función
Fibras sensitivas en azul y motoras en rojo.

5. Sustancia gris de la Médula espinal.

Raíces medulares: 6. anterior (motora) y 7. posterior (sensitiva).

12. Ramos comunicantes: 13. blanco y 14. gris.

Fibras sensitivas en azul y motoras en rojo.

5. Sustancia gris de la Médula espinal.

Raíces medulares: 6. anterior (motora) y 7. posterior (sensitiva).

12. Ramos comunicantes: 13. blanco y 14. gris.

15. Tronco simpático: 16. Ramo interganglionar. 17. Ganglio paravertebral. 18. Ganglio prevertebral
Los  ganglios simpáticos paravertebrales se dividen en ganglios cervicales, torácicos, lumbares y sacros. Cada grupo de ganglios controla diferentes glándulas y grupos de músculos, ya que cada músculo y glándula recibe información de las neuronas posganglionares que se originaron en diferentes niveles de los ganglios paravertebrales.

La parte lumbar del tronco simpático contiene cuatro ganglios interconectados. Superiormente, es continua con el ganglio simpático torácico e inferiormente continua con el ganglio simpático sacro. Las neuronas presinápticas que viajan desde la médula espinal terminan en los ganglios paravertebrales (cervical, torácico, lumbar, sacro) o en los ganglios prevertebrales. Hacen sinapsis con la neurona postsináptica del nivel correspondiente de la médula espinal o ascienden y descienden para hacer sinapsis en los ganglios paravertebrales inferiores o superiores, respectivamente.
 En los ganglios paravertebrales se liberan neurotransmisores que activan las neuronas postganglionares para enviar la salida simpática eferente a las extremidades inferiores con el fin de preparar al cuerpo para las respuestas de "lucha o huida". Estas respuestas incluyen la dilatación de las pupilas, la constricción de los vasos sanguíneos y la estimulación de la secreción de acetilcolina, que provoca la contracción del músculo liso que conduce a un aumento de la frecuencia cardíaca, el nivel de azúcar en sangre y la presión arterial. 

La región lumbar L1 y L2 está formada por neuronas que inervan la glándula suprarrenal, el uréter, la vejiga y las extremidades inferiores. Los dos ganglios lumbares superiores (L1 y L2) de la cadena simpática también dan lugar a los nervios esplácnicos lumbares. Los nervios esplácnicos son nervios viscerales emparejados que transportan fibras aferentes preganglionares simpáticas y viscerales generales. Los nervios esplácnicos lumbares viajan a través del ganglio simpático lumbar pero no hacen sinapsis allí. En cambio, hacen sinapsis en el ganglio mesentérico inferior e inervan el músculo liso que recubre el intestino grueso, el riñón, la vejiga, las glándulas del intestino posterior y las vísceras pélvicas.

## Significación clínica
Dado que las fibras del nervio simpático lumbar controlan la musculatura de las extremidades inferiores durante la respuesta de "lucha o huida", el tratamiento dirigido a esta región puede ayudar a aliviar el dolor crónico de piernas. Un procedimiento habitual es el bloqueo del nervio simpático lumbar. Este procedimiento consiste en la inyección de un anestésico en el tejido nervioso simpático para bloquear los nervios simpáticos ipsilateralmente y comprobar si hay algún daño en la cadena nerviosa simpática. Al interrumpir el suministro de nervios de la cadena simpática a las extremidades inferiores, el control de la disminución del dolor y la inflamación en estas regiones puede ayudar a localizar el origen del dolor en el paciente. Dado que el procedimiento de bloqueo es seguro y mínimamente invasivo, este tratamiento se utiliza para una multitud de trastornos del dolor mediados por el simpático, incluido el síndrome de dolor regional complejo (SDRC) que provoca una desregulación del sistema nervioso central y autónomo. Esto provoca una regulación del dolor y del control de la temperatura en la extremidad afectada. Sin embargo, el paciente podría experimentar una reacción alérgica a los medicamentos administrados durante el procedimiento si tiene una diabetes no controlada, problemas cardíacos mal controlados o está bajo otros medicamentos.
El tratamiento del dolor neuropático es otro uso del bloqueo simpático lumbar. La técnica para este procedimiento es muy específica. Se utiliza un proyector de imágenes fluoroscópicas para colocar la L2 y la L3 de forma que sea fácilmente visible para el médico. 
La aguja se dirige hacia la parte anterior de los cuerpos vertebrales de L2 y L3, y se utiliza un brazo en c para alinear vistas específicas de los cuerpos vertebrales. Dado que los grandes vasos están situados ventralmente a los cuerpos vertebrales, la aguja debe estar de tres a cinco milímetros dorsal a la porción más ventral del cuerpo vertebral. La inyección se produce una vez que se ha colocado en la posición correcta. El médico debe poder ver la cobertura de la porción anterior del cuerpo vertebral desde L1 a L3. Un aumento de dos o tres grados centígrados en la extremidad afectada indica que la inyección ha tenido éxito. La dilatación de los vasos sanguíneos también puede hacer que la extremidad afectada tenga un aspecto muy ruborizado